# Bad Cat
Bad Cat (títol original: Kötü Kedi Şerafettin) és una pel·lícula d'animació turca dirigida per Mehmet Kurtuluş i Ayşe Ünal per a Anima İstanbul i estrenada l'any 2016. Fou nominada a la Millor Animació a l'edició del 2016 del Festival Internacional de Cinema Fantàstic de Catalunya. S'ha doblat i subtitulat al català.

## Argument
Shero, el protagonista d'aquesta dement aventura, s'embarca en un nou projecte de seducció: una gateta nova acaba d'arribar a la ciutat. La cosa, però, va malament i tant la gateta com el seu amo acaben morts. L'amo, un dibuixant venjatiu, ressuscitarà una vegada i una altra per acabar amb el nostre amic felí.

## Estrena
- 5 de febrer de 2016
- 5 de maig de 2016
- 6 de maig de 2016
- 13 de juny de 2016 (Annecy)
- 13 d'octubre de 2016 (Sitges)
- 2 de febrer de 2017
- 6 de setembre de 2017 (DVD, Blu-ray)
- 23 de novembre de 2017
- 9 d'agost de 2018
- 9 d'agost de 2018
- 9 d'agost de 2018
- 9 d'agost de 2018
- 11 d'octubre de 2018
- 27 de maig de 2022 (VOD)
- 27 de maig de 2022 (VOD)